# Переменовський сільський округ
Переме́новський сільський округ (каз. Переменовка ауылдық округі, рос. Переменовский сельский округ) — адміністративна одиниця у складі Бородуліхинського району Абайської області Казахстану. Адміністративний центр — село Переменовка.
Населення — 2044 особи (2021; 2266 у 2009, 2339 у 1999, 3542 у 1989).
Станом на 1989 рік існували Андроновська сільська рада (села Андроновка, Стєклянка) та Переменовська сільська рада (села Орловка, Переменовка, Ремки).

## Склад
До складу округу входять такі населені пункти:
| Населений пункт   | Старі назви | Населення, осіб (1989) | Населення, осіб (1999) | Населення, осіб (2009) | Населення, осіб (2021) |
| ----------------- | ----------- | ---------------------- | ---------------------- | ---------------------- | ---------------------- |
| Андроновка, село  | -           | 964                    | 606                    | 478                    | 443                    |
| Орловка, село     | -           | 950                    | 644                    | 941                    | 791                    |
| Переменовка, село | -           | 1348                   | 931                    | 758                    | 755                    |
| Ремки, село       | -           | 247                    | 158                    | 89                     | 55                     |
| Стєклянка, село   | -           | 33                     | -                      | -                      | -                      |